# АСКА
АСКА (ПАТ «Українська акціонерна страхова компанія АСКА») — перша недержавна страхова компанія України, заснована у червні 1990 року. Спочатку структура формувалася як складова частина холдингу «АСКО». З 1995-го продовжила свою діяльність як самостійна юридична особа.
За результатами 9 місяців 2018 року ввійшла до десятки найбільших страхових компаній України за розміром страхових виплат.
В серпні 2022 року страхова компанія VUSO заявила про об'єднання компаній. В травні 2023 процес об'єднання було завершено і ПрАТ«УАСК Аска» припинила існування як самостійна юридична особа.